# Trichopetalum montis
Trichopetalum montis är en mångfotingart som beskrevs av Chamberlin 1951. Trichopetalum montis ingår i släktet Trichopetalum och familjen Trichopetalidae. Inga underarter finns listade i Catalogue of Life.